# Diosas de Plata
Les Diosas de Plata és un premi cinematogràfic del cinema mexicà atorgat per PECIME (Periodistas Cinematográficos de México, A.C.). El seu primer lliurament es va dur a terme 8 de març de 1963. Aquest premi es lliura cada any. L'edició de 2019 no es va dur a terme per manca de pressupost i altres problemes econòmics.

## Història
El seu origen es remunta a 1961. A París “México Cinema”, el periodista Benjamín Ortega, pare del periodista Guillermo Ortega Ruiz, va instituir el Xochiquetzal o Xochipilli, com a estímul als treballs més excel·lents en les diverses especialitats dins del quefer fílmic.
Però en 1962, davant la impossibilitat de patrocinar anualment el lliurament, Ortega va cedir l'estatueta a Periodistas Cinematográficos de México (Pecime), els socis del qual van determinar estilitzar la figura inicialment de sexe masculí i canviar-li el nom. El plomall i la túnica van dictar el de Deessa de Plata, a més de que llavors es banyaven amb or.
Amalgama de figures de la mitologia asteca, el premi representa al déu de la creació, la fecunditat, les arts, la saviesa i la perseverança; d'aquí els elements que la componen: l'espiga, la tortuga sobre la qual s'assentia l'esfinx (símbol de saviesa), la serp i el plomall.
Per a garantir la continuïtat del seu lliurament, els socis van plantejar la possibilitat que cada escultura portés el nom d'una celebritat disposada a cobrir el seu cost.
Gabriel Figueroa, Luis Buñuel, Mario Moreno Cantinflas i María Félix van acceptar el tracte, però, en l'assemblea celebrada el 13 de juny de 1962, el comitè directiu va decidir absorbir les despeses de producció com ocorre fins avui.
El primer lliurament de Diosas de Plata va quedar registrada el 8 de març de 1963 a l'Hotel María Isabel. Tlayucan (1961), cinta de Luis Alcoriza, produïda per Matouk, SA, va ser la primera a obtenir-la.
Al pas del temps, la presea elaborada en bronze i banyada en plata s'ha consolidat en una de les més preuades i importants en l'àmbit fílmic internacional.
Per a enfortir el prestigi d'aquesta, l'agrupació ha determinat en diverses etapes de la seva història assignar-li, de manera permanent o temporal, el nom de grans figures com a reconeixement a la seva trajectòria.
Personalitats mexicane com María Félix, Dolores del Río, Fernando Soler, Katy Jurado, Pina Pellicer, Ricardo Montalbán, Sara García, Tito Guízar, Silvia Pinal, Daniela Romo, Mario Moreno Cantinflas, Lupita Tovar, María Elena Marqués, Gloria Marín, Carmen Montejo, Lucía Méndez, Ana Brenda Contreras i Salma Hayek, entre moltes altres celebritats del cinema han rebut la Diosa de Plata, igual que directors i tècnics com Gabriel Figueroa, Alex Phillips, Miguel Zacarías, Emilio “Indio” Fernández, Roberto Gavaldón, Ismael Rodríguez, Raúl de Anda, Luis Alcoriza, José Estrada i Alfonso Arau.
Personalitats del cinema mundial, com Federico Fellini, Marcello Mastroianni, Michelangelo Antonioni, Katharine Hepburn, Luchino Visconti, Stanley Kubrick, Robert Wise, Jerome Robbins, Rex Harrison, Emmanuelle Riva, Alain Cavalier, Terence Stamp, Julie Christie, Gillo Pontecorvo, Dirk Bogarde, Miguel Littín, Bernardo Bertolucci, Pedro Almodóvar i James Cameron, també han estat distingits amb la Diosa de Plata.

## Candidatures
- Millor pel·lícula
- Millo director
- Millor actor
- Millor Actriu
- Millor co-actuació masculina
- Millor co-actuació femenina
- Millor revelació masculina
- Millor revelació femenina
- Paper de quadre masculí
- Paper de quadre femení
- Millor òpera preval
- Millor fotografia
- Millor edició
- Millor guió
- Millor música de fons
- Millor curtmetratge
- Millor curtmetratge animat
- Millor actuació infantil
- Diosa de Plata per la Trajectòria artística